# 京都府立洛水高等学校
京都府立洛水高等学校（きょうとふりつ らくすいこうとうがっこう）は、京都市伏見区横大路向ヒにある府立の高等学校。

## 設置学科
- 普通科

## 概要
伏見区内に所在する京都府立高校は、概ね1970年代中頃までは伏見区中心部付近にあった京都府立桃山高等学校が唯一であったが、伏見区の人口増を受け、前年の1977年に醍醐地区に京都府立東稜高等学校が開校したが、1年遅れて1978年に横大路地区の淀地区との境目付近に本校が開校した。これにより区内の府立高校受験者が桃山高等学校に集中していたのが緩和された。その後伏見区内の府立高校は1985年にこれとは別の理由で京都府立商業高校（現：京都府立京都すばる高等学校）が開校している。
開校当初の初代制服は、上下真緑のブレザーとスラックス（女子はスカート）で、かなりのインパクトがあった。洛水高校＝緑というイメージが定着し、当時秋に行われていた学校祭はグリーンフェスティバルと名付けられていた。
校舎は北校舎と南校舎の2棟のほか、第1体育館、第2体育館、体育振興施設、グラウンド、テニスコート2面、バレーコート2面、自転車置き場などの施設がある。体育振興施設2階に食堂がある。北校舎4階に図書館があり、2019年4月1日現在の蔵書数は31,994冊であった。
「自主・自律・挑戦」を校是とし、それにもとづいて教育目標が定められている。洛水高校の教育の特色としては、「生涯の礎(いしずえ)となる教育」のために『洛水式キャリア教育』を実施している。具体的には、1年生全員のインターンシップや2年生での地元伏見についての調査研究である「伏見学」の取り組みなどである。
普通科単独校であるが、2年次から大学進学めざすアドバンストコース(自然系・人文系)と、大学進学から就職までの幅広い進路に対応するフロンティアコース(地理歴史系・生活系・経営系)に分かれる。平成30年度卒業生のおもな進路先は、就職22.7％、四年制大学30.1％、短期大学5.1％、専門学校30.5％である。

## 沿革
- 1978年（昭和53年）1月7日 - 府立高等学校（京都市地区）開設準備室を京都市立梅屋小学校内に開設する。
- 1978年（昭和53年）1月19日 - 開設準備室発足。創立記念日となる。
- 1978年（昭和53年）3月11日 - 本校が京都府条例第1号によって設置される。全日制普通科設置決定。
- 1978年（昭和53年）4月10日 - 第1回入学式挙行(全日制普通科270名)
- 1981年（昭和56年）3月2日 - 第1回卒業式挙行
- 1987年（昭和62年）9月～10月 - 創立10周年記念行事
- 1997年（平成10年）1月17日 - 創立20周年記念行事
- 2007年（平成20年）1月18日 - 創立30周年記念行事
- 2016年（平成29年）11月2日 - 創立40周年記念行事

## 部活動
〔体育系〕
- 女子バレーボール
- バスケットボール
- バドミントン
- サッカー
- ラグビー（第10回近畿公立校大会京都府代表として出場）
- 女子ソフトボール
- テニス:休部中
- ソフトテニス（平成30年度近畿高等学校ソフトテニス選手権男子団体戦出場）
- 陸上競技部
- 硬式野球部
- 馬術（3年連続19回インターハイ団体出場、平成28･29年度国民体育大会に京都府代表として出場）京都府で唯一の部活動である。文武両道で全国大会優勝を目標として活動している。19回インターハイ出場。

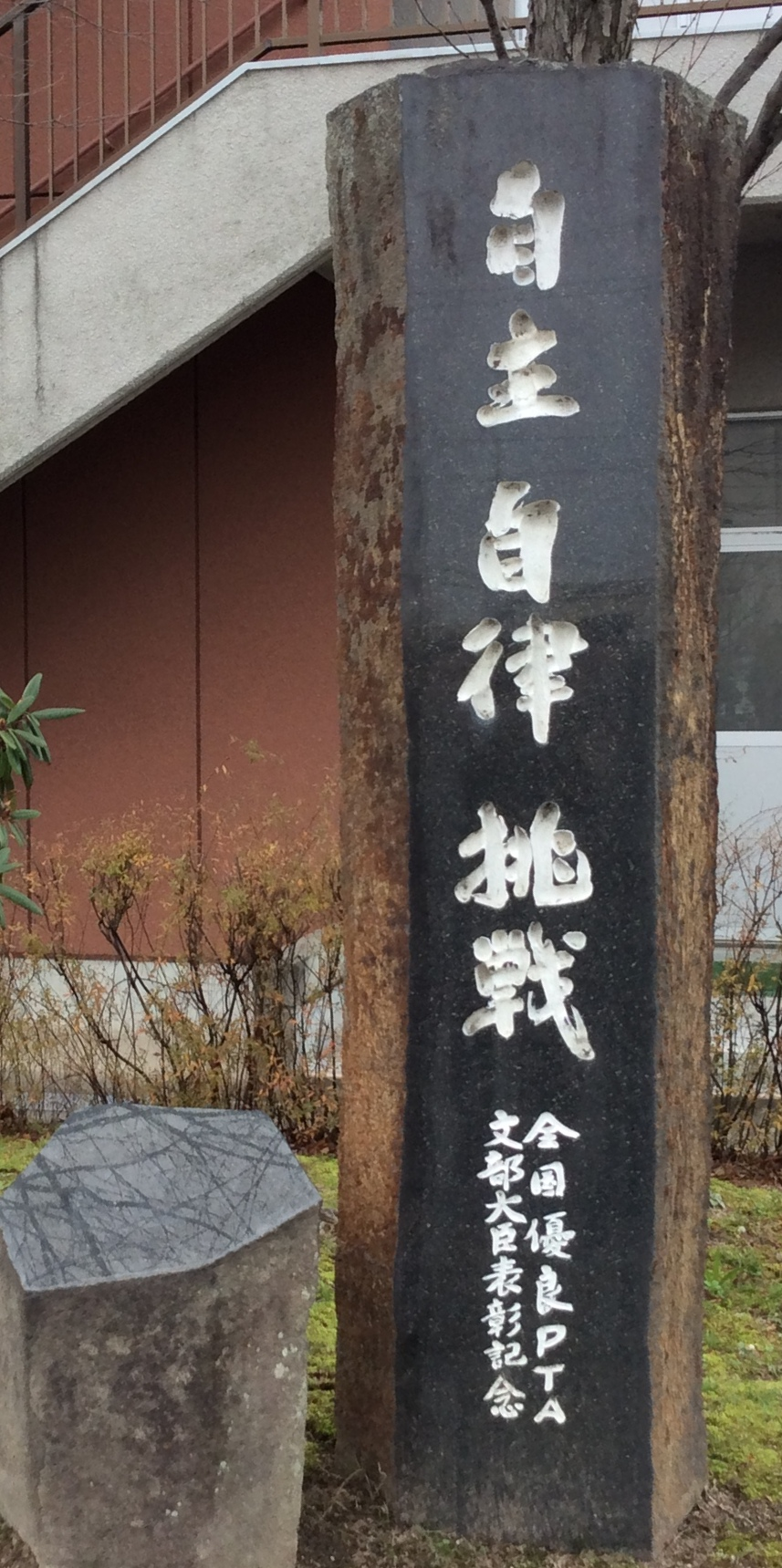
洛水高校の校訓

- 女子ラクロス
- 卓球

〔文化系〕
- 吹奏楽
- 軽音楽
- 書道
- 茶道
- 英語
- 美術
- 放送
- ボランティア
- コーラス:休部中
- 写真
- サイエンス同好会

## 著名な出身者
- 櫻井健一朗（お笑い芸人）
- 松本さち（声優）
- 桐山隆（開校と同時に第1期生として入学。フリーアナウンサー）
- 石田奈央美(京都アニメーションに所属していたアニメーションカラーデザイナー)